# Kevin Penkin
Kevin Penkin (Reino Unido, 22 de mayo de 1992) es un compositor británico-australiano, principalmente de videojuegos y anime. Es conocido por componer la banda sonora de Made in Abyss, que ganó el Crunchyroll Anime Awards a la Mejor Banda Sonora 2017.

## Biografía
Kevin Penkin creció en Perth, Australia Occidental. El interés de Penkin en la música de juegos surgió al escuchar el tema "Phendrana Drifts" de Metroid Prime; en una entrevista de 2012, se refirió a los sintetizadores electrónicos e instrumentos acústicos del tema como "felicidad absoluta".
Penkin comenzó su carrera con créditos de composición en los cortometrajes de 2011 Play Lunch y The Adventures of Chipman and Biscuit Boy. En el mismo año, Penkin compuso la banda sonora del videojuego  (十三支演義~偃月三国伝~ Jūzaengi: Engetsu Sangokuden?); esta banda sonora representó la primera colaboración de Penkin con Nobuo Uematsu. Penkin ha seguido colaborando con Uematsu en títulos como Norn9 y Defender’s Quest II: Mists of Ruin.
En 2015, Penkin se graduó del Royal College of Music con una maestría en Composición para Pantalla..
En 2016, Penkin colaboró con Kinema Citrus en el anime Norn9 y las bandas sonoras de la OVA Under the Dog. La relación de Penkin con Kinema Citrus continuó hasta 2017 para la banda sonora de Made in Abyss, ganando el Crunchyroll Anime Award a la Mejor Banda Sonora 2017. En 2018, Penkin compuso la partitura del videojuego Florence. Penkin compuso la música para la adaptación al anime de Kinema Citrus de The Rising of the Shield Hero y el juego de realidad virtual Nostos de NetEase en 2019. Compuso la partitura para la adaptación de anime de 2020 del webtoon surcoreano Torre de Dios. Penkin estaba trabajando con el artista Takashi Murakami en la secuela de la película Jellyfish Eyes, pero el proyecto fue cancelado debido a la pandemia de COVID-19.
Penkin vivió en el Reino Unido durante algún tiempo, pero ahora vive en Australia.

## Trabajos

### Videojuegos
| Año  | Título                                    | Notas                                                      | Refs.         |
| ---- | ----------------------------------------- | ---------------------------------------------------------- | ------------- |
| 2011 | Jūzaengi: Engetsu Sangokuden              | con Nobuo Uematsu                                          | [ 12 ]        |
| 2012 | Norn9                                     | con Nobuo Uematsu                                          | [ 12 ]        |
| 2012 | Defender's Quest: Valley of the Forgotten |                                                            | [ 12 ]        |
| 2013 | Deemo                                     | compuso "I Race the Dawn"                                  | [ 12 ]        |
| 2015 | Implosion: Never Lose Hope                | compuso música de escenas de corte                         | [ 12 ]        |
| 2017 | Kieru                                     |                                                            | [ 6 ]         |
| 2018 | Florence                                  | nominado en los 15th British Academy Game Awards de música | [ 12 ]        |
| 2019 | Nostos                                    |                                                            | [ 12 ]        |
| 2019 | Rebel Cops                                | con Ben Matthews                                           | [ 12 ]        |
| 2020 | Necrobarista                              |                                                            | [ 13 ] [ 14 ] |
| 2021 | Grow: Song of the Evertree                |                                                            | [ 15 ]        |
| 2021 | Arknights                                 | compuso "Heal the World"                                   | [ 16 ]        |
| TBA  | Defender's Quest II: Mists of Ruin        |                                                            | [ 17 ]        |
| TBA  | Renaine                                   | con varios otros                                           | [ 18 ]        |

### Anime
| Año  | Título                                       | Estudio                                  | Notas                                                        | Refs.  |
| ---- | -------------------------------------------- | ---------------------------------------- | ------------------------------------------------------------ | ------ |
| 2016 | Norn9                                        | Kinema Citrus Orange                     |                                                              | [ 4 ]  |
| 2016 | Under the Dog                                | Kinema Citrus Orange                     | OVA                                                          | [ 6 ]  |
| 2017 | Made in Abyss                                | Kinema Citrus                            | Ganó el Crunchyroll Anime Award a la Mejor Banda Sonora 2017 | [ 6 ]  |
| 2019 | The Rising of the Shield Hero                | Kinema Citrus                            |                                                              | [ 8 ]  |
| 2020 | Kami no Tō                                   | Telecom Animation Film TMS Entertainment | Ganó el Crunchyroll Anime Award a la Mejor Banda Sonora 2020 | [ 12 ] |
| 2021 | Eden                                         | Qubic Pictures CGCG Studio               | ONA                                                          | [ 19 ] |
| 2021 | Star Wars: Visions                           | Kinema Citrus                            | Episodio: "The Village Bride"                                | [ 20 ] |
| 2022 | The Rising of the Shield Hero 2              | Kinema Citrus                            |                                                              | [ 21 ] |
| 2022 | Made in Abyss: Retsujitsu no Ougonkyou       | Kinema Citrus                            |                                                              | [ 22 ] |
| 2022 | Legend of Mana: The Teardrop Crystal         | Yokohama Animation Laboratory Graphinica | Compuso el tema de apertura "Tear of Will"                   | [ 23 ] |
| 2023 | Pokémon: vientos de Paldea                   | Wit Studio                               |                                                              | [ 24 ] |
| 2023 | Kusuriya no Hitorigoto                       | OLM Toho Animation Studio                | con Satoru Kōsaki y Alisa Okehazama                          | [ 25 ] |
| 2023 | The Rising of the Shield Hero 3              | Kinema Citrus                            | con Alfredo Sirica y Natalie Jeffreys                        | [ 26 ] |
| 2024 | Bye Bye, Earth                               | Liden Films                              |                                                              | [ 27 ] |
| 2024 | Spice and Wolf: Merchant Meets the Wise Wolf | Passione                                 |                                                              | [ 28 ] |
| 2024 | Kami no Tō 2nd Season                        | The Answer Studio                        |                                                              | [ 29 ] |
| 2025 | The Rising of the Shield Hero 4              | Kinema Citrus                            | con Alfredo Sirica y Natalie Jeffreys                        | [ 30 ] |

### Películas
| Año  | Título                                    | Estudio       | Refs.  |
| ---- | ----------------------------------------- | ------------- | ------ |
| 2018 | Implosion: Zero Day                       | Desconocido   | [ 12 ] |
| 2019 | Made in Abyss: Comienzo de la aventura    | Kinema Citrus | [ 12 ] |
| 2019 | Made in Abyss: Crepúsculo errante         | Kinema Citrus | [ 12 ] |
| 2020 | Made in Abyss: Amanecer del alma profunda | Kinema Citrus | [ 12 ] |